# Законодательное собрание Британской Палестины
Законодательное собрание Британской Палестины (ивр. אספת הנבחרים‎ Asefat HaNivharim, англ. Assembly of Representatives, араб. جمعية النواب‎) — выборная парламентская ассамблея ишува (еврейской общины) в Британской Палестине. Собрание было создано 19 апреля 1920 года и функционировало до 13 февраля 1949 года. Собрание было закрыто за день до присяги первого Кнессета, избранного 25 января 1949. Ассамблея собиралась раз в год для избрания исполнительного органа, Ваада Леуми (Еврейского национального совета), который отвечал за образование, местное самоуправление, благосостояние, безопасность и оборону ишува[уточнить]. Он также проголосовал за финансирование, предложенное Национальным еврейским советом и раввинским советом.

## История
Под британским мандатом, еврейская община, ишув, создала сеть политических и административных институтов, среди которых было и Законодательное собрание. Для обеспечения надлежащего представления малых групп была введена система пропорционального представительства. Первые выборы в Собрание прошли 19 апреля 1920 года. Победу одержала рабочая социалистическая партия Ахдут ха-Авода получила 70 из 314 мест. Ультраортодоксальная партия Агудат Исраэль бойкотировала выборы, поскольку она была против светского сионизма. В первом же составе совета были депутаты-женщины, такие как Нехама Файнштейн-Пухачевская.
Вторые выборы прошли в 1925 году, а в 1928 году власть Ассамблеи была признана британскими властями. Последующие выборы состоялись в 1931 и 1944 годах. На последних выборах некоторые группы, особенно сефардские евреи, бойкотировали выборы и не были представлены в Парламенте. С 1944 года Ассамблею также бойкотировала правая партия Ха-Цохар из-за разногласий с избранными лидерами по поводу политики.